# 敗北女角太多了！
《敗北女角太多了！》（簡稱）是日本作家雨森焚火創作的輕小說系列，由這個美術社大有問題！作者伊右群擔綱插圖，2021年7月起經小學館旗下GAGAGA文庫發行。第15屆小學館輕小說大獎「GAGAGA獎」得獎作品。改編漫畫由2022年4月29日起，在漫畫應用程式「Manga One」開始連載，由繪畫。改編電視動畫第1季於2024年7月至9月播放。2025年4月宣布製作第2季。
故事舞台為作者雨森焚火的出身地愛知縣豐橋市。書名中的「敗北女角」（負けヒロイン）指在後宮型作品的戀愛競爭中，爭奪不了男主角或不肯承認爭奪男友失敗的女性角色。本作是雨森的出道作，也是正職漫畫家伊右群，初次繪畫輕小說封面和插圖。

## 故事概要
第一學期期末考試完結那天，自稱「背景人物」的高中生溫水和彥在家庭餐廳看著輕小說，卻撞見同班同學八奈見杏菜，被青梅竹馬袴田草介甩掉的失戀現場。溫水被迫聽八奈見吐了一番苦水，並借了錢給沒錢付帳的八奈見。為了還錢，八奈見提議每天為溫水準備便當來抵債。以此為契機，素昧平生的兩人逐漸變得無話不談，溫水也進而結識田徑社的燒鹽檸檬、文藝社的小鞠知花，以及其他許多的「敗北女角」。於此同時，溫水原本平淡的生活也一點一滴地發生變化。

## 登場角色
以下声优排列順序为电视动画／有声书。

### 石蕗高中

#### 文藝社
溫水和彥（聲：梅田修一朗／鵜澤正太郎）
一年C班的學生。生日與圣誕節同一天。除了喜歡看輕小說之外，還有個鮮為人知的喜好，便是研究學校內哪裡的飲水台自來水比較好喝。平時從不主動與人交流，因而孤獨無伴，但總是默默觀察著身邊的人。
在家庭餐廳撞見八奈見失戀的慘況那天，幫錢不夠的八奈見墊了餐錢，兩人就此產生聯繫，並漸漸成為朋友。雖然懂得細心顧慮別人的感受，卻對男女關係與戀愛方面的事非常遲鈍，總是被周遭的人吐槽「就是這點不行」。入學時偶然加入了文藝社，就此待了下來，並在石蕗祭後成為文藝社的社長。升入二年級後獲得「女性公敵」的稱號。
評價
- 《這本輕小說真厲害！》2025年度男性角色獲得第1名。

八奈見杏菜（聲：遠野光／本泉莉奈）
一年C班的學生。生日是外號「肉之日」（いい肉の日）的11月29日。長相可愛的殘念系陽光少女，在男生之中有著不少人氣。同時有著旁人無法理解的巨大食量，沒填飽肚子時會很沮喪，同時對體重數字憂心忡忡。
喜歡著十多年來的青梅竹馬袴田草介，卻遲遲不曾開口，最終只能看著閨密姬宮華戀與草介交往，自此成為「敗北女角」之一。起初為了償還溫水墊的餐錢，自願開始幫和彥做便當抵債，並接觸到溫水所在的文藝社，後來又為了迴避熱戀中的草介和華戀而入社。總是在溫水面臨困難和失落之際陪伴左右。當溫水和其他女生過從甚密時會特別在意。
評價
- 《這本輕小說真厲害！》2025年度女性角色獲得第2名。

燒鹽檸檬（聲：若山詩音／山一茉希）
一年C班的學生。生日8月1日。性格天真爛漫、充滿朝氣的少女，肌膚有曬痕的特徵。和八奈見一樣，在學校相當受歡迎。從小熱愛跑步，是田徑社的王牌社員，在全市的新人賽100公尺短跑中拿過冠軍，也在高中綜合體育大會中奪得校預賽獎項，但學業成績卻不太理想。
與綾野光希在小學時代就相識，一直默默喜歡著對方，卻因為綾野與朝雲千早交往，令戀情無疾而終，並為了迴避光希而加入文藝社。國中時和溫水和彥是同班同學，但兩人上高中之後才熱絡起來，總是稱呼和彥「阿溫」。
小鞠知花（聲：寺澤百花／柴田芽衣）
生日3月29日。身形嬌小、熱衷於文學和寫作的腐女，曾是文藝社唯一的一年級社員。生性極度害羞而不擅交際，經常用手機打字來代替言談。在文藝社以外，也跟溫水一樣沒有朋友，因此非常珍視文藝社。
愛慕文藝社的社長玉木慎太郎，也知道玉木和副社長月之木古都相互喜歡，但仍鼓起勇氣向玉木傳達了自己的心意，成為唯一一位真的向心上人告白的「敗北女角」。對溫水講話總是特別狠毒，但私底下很關心溫水。原本受玉木和月之木之託接任文藝社社長一職，在石蕗祭後退居為副社長。
月之木古都（聲：種崎敦美／渡辺けあき）
三年級生，文藝社的副社長。性格豪邁的資深腐女，會寫以三島由紀夫和太宰治為主角的BL向情色小說，總是掛心著小鞠和文藝社。和玉木是青梅竹馬，兩人後來成為戀人。二年級時擔任學生會的副會長，後來因看見志喜屋夢子推倒自己的男友玉木而和她決裂，辭去了學生會的職務。學業成績很差（但比燒鹽檸檬的程度好一點），但最終驚險錄取了名古屋的大學。
玉木慎太郎（聲：小林裕介／近衛秀馬）
三年級生，文藝社的社長，是活躍於小說投稿網站「成為大文豪吧！」的作家。相貌堂堂且和藹可親。和月之木是青梅竹馬，經常出手支援月之木的大小事。文藝社合宿後與月之木開始交往，並為了身為酒坊獨生女的月之木，不惜從文組跨考理組，也要考上名古屋頂尖的國立大學學習釀造。
白玉璃子
在溫水等人升上二年級之際，加入文藝社的一年級生。心機可愛，但相當怕生。從小就認識姊姊的未婚夫——田中雄二老師，對其懷有始終未能成真的愛戀之情。曾在夜裡入侵姊姊的結婚會場，卻被發現而鬧上警局，導致入學時就遭到停學處分。有著某種特殊能力，一度讓佳樹如臨大敵。之後受天愛星邀請加入學生會。

#### 學生會
志喜屋夢子（聲：安濟知佳／白田千尋）
二年級生，學生會書記，外貌惹眼的喪屍系辣妹。經常帶著白色的隱形眼鏡。打扮時尚又成熟，總會大方地敞開胸口。行為舉止怪異，常左搖右晃走路，且總是面無表情。喜歡可愛的東西，內心渴望與人接觸，和別人總會有超出常理的親密舉動。經常給人四處晃蕩的形象，實則非常能幹，學業成績也相當優秀。
一度與月之木如膠似漆，對月之木抱有特別的情愫，曾為更了解月之木而接近玉木（实际上是她不懂如何成为像月之木一样的人，并不是想夺取對方的男友），卻反被月之木誤會，導致兩人決裂，最終在和彥與玉木的策劃下，在平安夜與月之木重修舊好。她是少數主動向溫水和彥渴求溫柔而能得到回應的女性，在某天和放虎原會長玩花牌時，被問及自己很喜歡和彥，解釋道原因是因為和彥和月之木有些相似。
馬剃天愛星（聲：諸星堇／籔根依泉）
一年B班的學生，在志喜屋的推薦下成為學生會副會長。行事一板一眼，責任心強，無法忍受態度隨便的人。對於自己身為學生會幹部，學業成績卻吊車尾一事耿耿於懷。由於看不慣學生會的其他人袒護拋下學生會與志喜屋的月之木，針對性的查扣了月之木以和彥和放虎原為主角的性轉向同人誌，卻反而自此入了BL的坑，看到可能觸發BL劇情的場景會異常興奮而流鼻血。升上二年級後，為了參選新一屆學生會而邀請和彥作為推薦人。在一系列事情及兩人的努力下成功當選學生會長，被石蕗生稱為「紅之學生會長」。在之後的運動會完結之際對和彥表達心意。
放虎原云雀（聲：七海弘希／森川真妙子）
二年級生，英姿颯爽、頗具威儀的學生會會長，在日常生活中卻意外的笨手笨腳。國中時練過田徑，在國二那年的市級田徑大賽上，輸給了當時國一的燒鹽。很中意溫水佳樹，並給了她進出石蕗高中的許可。
櫻井宏人（聲：山内平（有声书））
一年級生，學生會會計，放虎原的表弟。稱呼放虎原為「雲雀姊」。擁有中性的端正臉龐和嬌小的身材，經常幫放虎原善後，扮演著照顧其他學生會幹部的角色。由於不喜歡人多的場合，鮮少出席社團會議。在女石蕗生中頗具人氣。升入二年級後本打算就此退出學生會，然而卻因內心心意而決定參選學生會長。

#### 其他同學
袴田草介（聲：逢坂良太／山内平）
一年C班的學生，外向爽朗，是班上格外出眾的型男。與八奈見是多年的青梅竹馬兼鄰居，因此兩家人也非常熟識。孩提時以三葉草向八奈見許下婚約，但長年對八奈見的心意渾然不覺。最終在八奈見的鼓勵下，向認識只有幾個月的姬宮華戀告白成功。
姬宮華戀（聲：和氣杏未／伊駒百合繪）
一年C班的學生，面容姣好、身材傲人，且待人熱情的美少女。渾身散發正統派女主角的氣場。轉學至石蕗高中後，不出數月就與袴田相戀，兩人快速發展為情侶。與八奈見始終維持著閨密的情誼，也總是關心著八奈見。在準備石蕗祭大量的物品下樓梯時，與溫水和彥迎面對撞，兩人因此有了互動。
綾野光希（聲：小林千晃／近衛秀馬）
一年D班的學生。喜歡閱讀，也喜歡和書有關的事物，並以此為志向，但对恋爱相关的知识一无所知。與燒鹽是自小學以來的青梅竹馬，曾經喜歡過燒鹽，但覺得自己配不上對方，也不明白自己的情感，因此從未有機會向對方表白。國中時和和彥、檸檬是同校同學，也和和彥加入同一間補習班，但與和彥沒講過太多話。在補習班認識了志趣相投的朝雲千早，兩人升上高中之後開始交往。
朝雲千早（聲：上田麗奈／釜澤希莉）
一年F班的學生。特徵是中分瀏海會露出亮晃晃的高額頭。对腐女非常感兴趣，學業成績十分優異。國中時在補習班與綾野相識，兩人漸漸開始在補習班出雙入對，升上高中之後成為情侶。擁有過人的記憶力，且相當熟悉電子設備和礦物，對於調查與刺探消息方面的事異常在行。平時個性和善，但也有善妒的一面，有時會像個跟蹤狂，在別人身上偷裝GPS追蹤裝置或竊聽器。

#### 教職員
甘夏古奈美（聲：上坂堇／伊駒百合繪）
嬌小可愛的世界史教師、1年C班的導師，與小拔同是石蕗高中的校友，兩人感情相當融洽。個性健忘，經常搞錯要上的內容，但仍留有尚未被消磨殆盡的教學熱忱。經常因找不到男友而發愁，不時在課堂上為此向學生發牢騷。她也是東羅馬帝國的粉絲。
小拔小夜（聲：齋藤千和／釜澤希莉）
年輕貌美的保健老師。散發著不必要的性感氣息，以觀察與研究學生間的情愛糾葛為樂，会在各個教室里安装窃听器。和甘夏同為石蕗高中出身，曾在石蕗度過放蕩的高中歲月。石蕗祭將臨之際應溫水之託，成為文藝社的社團顧問。

### 桃園國中
溫水佳樹（聲：田中美海／白田千尋）
二年級生，學生會庶務，和彥的妹妹。生日6月6日。與哥哥一樣喜歡看輕小說。非常喜歡哥哥，稱呼哥哥為「兄長大人」，總是黏著哥哥撒嬌，有时还会偷偷跟拍哥哥，打點著哥哥的所有事，並經常想像自己成為哥哥的新娘子。有著連哥哥都稱許的可愛容貌，個性大方開朗，擅長烹飪，做事勤快，堪稱無所不能，在學校裡非常有人氣，不時會被其他男生告白。
對於哥哥能在學校交到朋友感到又驚又喜，觀察著與哥哥相處的女生，經常會亂點鴛鴦譜。獲得石蕗高中學生會核發的臨時入校證後，經常出入文藝社。與朝雲一樣足智多謀，兩人一拍即合。
权藤亚沙美（聲：關根明良／釜澤希莉）
佳樹的同班同學與摯友，園藝社成員。身形在同齡學生中特別高䠷。說話帶有濃厚的三河腔。經常聽佳樹說著和彥的事。

## 創作
作者雨森焚火在讀大學時曾兩次應徵輕小說新人獎，都無功而還。之後他想再挑戰一次新人獎。由於他很喜歡戀愛喜劇，而且GAGAGA文庫不斷推出像《果然我的青春戀愛喜劇搞錯了。》、《弱角友崎同學》、《彈珠汽水瓶裏的千歲同學》等知名的青春戀愛喜劇作品，故選擇應徵小學館輕小說大獎。原本他是想以《敗北女角太多了！》的原稿去參加第14屆的。由於不肯定自己的實力是否能夠通過選拔，最後沒有報名，而把作品拿去應徵其他出版社的新人獎，然後落選。他根據這次參加新人獎時獲得的評語來翻新作品，並報名參加第15屆小學館輕小說大獎，最終成功獲獎。雨森在訪談中提到，他很喜歡《我內心的糟糕念頭》和《輝夜姬想讓人告白～天才們的戀愛頭腦戰～》這兩部戀愛喜劇漫畫，並指這兩部作品對他的創作有很大影響。
書名《敗北女角太多了！ 》是負責編輯岩淺健太郎的提議。當雨森看到這個書名時，不禁笑了出來：「原來如此，的確太多了」，便決定採用這個書名。本作以「敗北女角」為主題，主題上有很大的後設元素，讓作品容易變得像是在玩哏。雨森為了補足角色的真實感，選擇將故事舞台定於真實存在的愛知縣豐橋市。
本作故事不以戀愛為主軸。雨森稱若以戀愛為主軸，故事叙述就會很容易偏離已經輸掉的女主角。另外，由於本作亦非後宮型作品，因此雨森希望加入一個喜歡男主角温水和彥的角色，而這個角色是他的妹妹温水佳樹。

## 出版
2022年4月11日，宣佈改編漫畫將於4月29日在漫畫應用程式「Manga One」（マンガワン）上開始連載，負責漫畫家是《我的朋友很少》改編漫畫的繪畫者。2022年5月，在官方Twitter宣佈將於同年7月推出由東立出版社出版的臺灣中文版。2023年7月，在官方Twitter上宣佈將推出英文版。

## 出版書籍

### 輕小說
| 卷數    | 小學館         | 小學館                 | 東立出版社     | 東立出版社                                                  | 华文天下 | 华文天下               |
| 卷數    | 發售日期       | ISBN                   | 發售日期       | ISBN                                                        | 發售日期 | ISBN                   |
| ------- | -------------- | ---------------------- | -------------- | ----------------------------------------------------------- | -------- | ---------------------- |
| 1       | 2021年7月21日  | ISBN 978-4-09-453017-9 | 2022年7月7日   | ISBN 978-957-269-659-0（首刷限定版）                        | 2025年   | ISBN 978-7-5225-4128-0 |
| 1       | 2021年7月21日  | ISBN 978-4-09-453017-9 | 2023年1月18日  | ISBN 978-957-269-658-3                                      | 2025年   | ISBN 978-7-5225-4128-0 |
| 2       | 2021年11月18日 | ISBN 978-4-09-453041-4 | 2022年11月21日 | ISBN 978-626-347-623-3（首刷限定版）                        | 2025年   | ISBN 978-7-5225-4254-6 |
| 2       | 2021年11月18日 | ISBN 978-4-09-453041-4 | 2023年1月18日  | ISBN 978-626-347-622-6                                      | 2025年   | ISBN 978-7-5225-4254-6 |
| 3       | 2022年4月19日  | ISBN 978-4-09-453064-3 | 2023年1月12日  | ISBN 978-626-347-845-9（首刷限定版）                        |          |                        |
| 4       | 2022年10月18日 | ISBN 978-4-09-453094-0 | 2023年5月5日   | ISBN 978-626-360-357-8（首刷限定版） ISBN 978-626-360-356-1 |          |                        |
| 5       | 2023年3月17日  | ISBN 978-4-09-453118-3 | 2023年6月29日  | ISBN 978-626-360-896-2（首刷限定版）                        |          |                        |
| 6       | 2023年12月18日 | ISBN 978-4-09-453164-0 | 2024年4月1日   | ISBN 978-626-021-109-7（首刷限定版）                        |          |                        |
| 7       | 2024年7月18日  | ISBN 978-4-09-453197-8 | 2024年10月8日  | ISBN 978-626-022-733-3（首刷限定版）                        |          |                        |
| SSS短篇 | 2024年7月18日  | ISBN 978-4-09-453201-2 | 2024年10月30日 | ISBN 978-626-023-008-1（首刷限定版）                        |          |                        |
| 8       | 2025年5月19日  | ISBN 978-4-09-453242-5 | 2025年7月24日  | ISBN 978-626-025-037-9（首刷限定版）                        |          |                        |
| 8       | 2025年5月19日  | ISBN 978-4-09-453242-5 | 2025年7月24日  | ISBN 978-626-025-036-2                                      |          |                        |

### 漫畫
| 卷數 | 小學館         | 小學館                 | 東立出版社                   | 東立出版社                                                  |
| 卷數 | 發售日期       | ISBN                   | 發售日期                     | ISBN                                                        |
| ---- | -------------- | ---------------------- | ---------------------------- | ----------------------------------------------------------- |
| 1    | 2022年10月12日 | ISBN 978-4-09-851336-9 | 2024年12月9日 2024年12月16日 | ISBN 978-626-02-3107-1（首刷限定版） ISBN 978-626-02-2905-4 |
| 2    | 2023年8月18日  | ISBN 978-4-09-852674-1 | 2025年5月5日 2025年5月12日   | ISBN 978-626-02-4015-8（首刷限定版） ISBN 978-626-02-3754-7 |
| 3    | 2024年7月18日  | ISBN 978-4-09-853388-6 | 2025年6月2日 2025年6月9日    | ISBN 978-626-02-4346-3（首刷限定版） ISBN 978-626-02-4016-5 |
| 4    | 2025年1月10日  | ISBN 978-4-09-853801-0 |                              | ISBN 978-626-02-4345-6                                      |

## 宣傳
在小說發售前一個月的2021年6月，已經開設官方Twitter帳號。跟隨者人數在發售前已超過1萬人。
本作插畫師伊右群的漫畫作品《這個美術社大有問題！》在2021年8月27日出版單行本第14卷，系列單行本累積發行逾100萬冊，並在同日發售的《電擊魔王》10月號連載至第100話。該期《電擊魔王》附送《這個美術社大有問題！》和《敗北女角太多了！》兩部作品的合作文件夾。
本作跟2022年2月9日發售的漫畫《從今天開始的青梅竹馬》（今日から始める幼なじみ）單行本第2卷有合作活動，該單行本隨書附送兩部作品的合作小冊子。《從今天開始的青梅竹馬》女主角柚木楓很喜歡有青梅竹馬登場的作品，小冊子的故事講述她看了《敗北女角太多了！》這部有青梅竹馬角色（八奈見杏菜）的輕小說。雨森後來在與精文館書店合作的特典短篇故事中，也描繪了八奈見杏菜在書店買下《從今天開始的青梅竹馬》的場景，這則故事日後也收錄於SSS短篇中。

### 豐橋綜合動植物公園
2022年4月23日至5月29日期間，跟豐橋綜合動植物公園舉辦小說第3卷發售紀念合作活動，參與費用為500日元。入場人士可在園內的扭蛋機抽到一份活動套裝，套裝內含一個「女角」襟章。襟章共有5款。參加者能在設置在園內不同樹木的各個檢查點，獲得不同的QR碼，掃描後可閱讀由作者雨森焚火撰寫的原創短篇故事，合共6篇。伊右群亦為活動繪畫了一幅合作插圖。該活動由同年1月尾開始籌辦，目標售出300份活動套裝，最終售出數量超過目標數字。其後該活動在7月23日至10月2日期間再次舉辦，增加了2款襟章。此前在2021年曾舉辦過規模較小的免費合作活動。
2022年10月21日至2023年3月26日期間，推出新合作活動，形式為解謎遊戲。

## 迴響
本作在下一部輕小說大獎2021（次にくるライトノベル大賞2021）原創新作類別中排名第4位。
在2022年度的《這本輕小說真厲害！》中獲得文庫本類別第18位、新作類別第11位；而在2025年度的評比中，獲得文庫本類別第1位、角色温水和彥获得年度男性角色第1位、角色八奈见杏菜获得年度女性角色第2位、插画家伊右群获得插画家组别第1位，作品官方同时推出了庆祝PV。

## 電視動畫
2023年12月宣布電視動畫化，第1季於2024年7月至9月播放。2025年4月宣布製作第2季。

### 製作人員
- 原作：雨森焚火
- 角色原案：伊右群
- 導演：北村翔太郎
- 劇本統籌、劇本：橫谷昌宏
- 人物設定：川上哲也
- 副人物設定：斋藤悠
- 主动画师：三浦琢光、竹田茜、原島未来
- 视觉板：大谷蓝生、有原慧悟
- 道具设计：木藤贵之
- 色彩设计：村上彩夏
- 美术设定：平义树弥
- 美術監督：畠山佑貴
- 美术板协力：滕翀
- 美术：草薙
- 3D監督：栗林裕紀
- 摄影監督：宮脇洋平
- 编辑：广濑清志
- 音乐：转寝歌菜（日语：KanadeYUK）
- 音乐製作：Aniplex
- 音響監督：吉田光平
- 音响效果：長谷川卓也
- 動畫製作：A-1 Pictures
- 動畫製作人：菊池雄一郎
- 製作：敗女應援委員會

### 主題曲
第1季
片頭曲
演唱：ぼっちぼろまる、的主唱Mossa（もっさ），作詞、作曲、編曲：
第12話作片尾曲使用。
片尾曲
LOVE 2000（第1—4话）
演唱：八奈見杏菜（遠野光），原唱、作詞：hitomi，作曲：鎌田雅人，編曲：村田祐一
CRAZY FOR YOU（第5—7话）
演唱：烧盐柠檬（若山诗音），原唱：Kylee，作詞、作曲：磯貝サイモン，編曲：村田祐一
feel my soul（第8—11话）
演唱：小鞠知花（寺泽百花），原唱、作詞、作曲：YUI，編曲：村田祐一

### 各話列表
| 第一話   | 專業青梅竹馬 八奈見杏菜的敗相                           | 北村翔太郎          | 北村翔太郎            | 川上哲也                                                                                   | 不適用     | 2024年 7月14日 |
| 第二話   | 為你獻上命中註定的敗北                                  | 北村翔太郎          | 渡边有纪              | 齐藤准一、矢向宏志                                                                         | 川上哲也   | 7月21日        |
| 第三話   | 還沒上場就輸了                                          | 牛嶋新一郎          | 幸博                  | 合田浩章                                                                                   | 不適用     | 7月28日        |
| 第四話   | 當你凝視敗北女角 敗北女角也凝視著你                     | 北村翔太郎          | 飛田剛                | 竹田茜、三浦琢光                                                                           | 川上哲也   | 8月4日         |
| 第五話   | 朝雲千早使人迷惑                                        | 小原正和            | 河野亞矢子            | 瀧山真哲、相音光、茂木真一                                                                 | 川上哲也   | 8月11日        |
| 第六話   | 你們誰是沒被甩過的 誰就可以拿石頭丟敗北女角             | 渡边有纪、 中西基树 | 渡边有纪、 雨蛙       | 吉田和香子、山崎浩平、重国浩子、 铃木理彩、岩崎令奈、石川智美                              | 川上哲也   | 8月18日        |
| 第七話   | 美好結局的另一邊                                        | 北村翔太郎          | 清水雄大              | 山崎浩平、摺木沙織、晶貴孝二                                                               | 川上哲也   | 8月25日        |
| 第八話   | 若有煩惱請洽諮顧                                        | 渡真利晃喜          | 渡真利晃喜            | 齊藤準一、矢向宏志、摺木沙織                                                               | 川上哲也   | 9月1日         |
| 第九話   | 把老師當作天花板污漬之類的東西就好，你們繼續            | 及川啟              | 幸博                  | 針場裕子、山崎浩平、仁井學                                                                 | 川上哲也   | 9月8日         |
| 第十話   | 要說再見還太早                                          | 村上達也            | 飛田剛                | 岩崎令奈、橋口隼人、 小林茉利奈、吉田和香子                                                | 山本由美子 | 9月15日        |
| 第十一話 | 來談談責任歸屬吧                                        | 北村翔太郎          | 村瀬貴一郎、 川岸和樹 | 三浦琢光、竹田茜、 摺木沙織、仁井學                                                        | 川上哲也   | 9月22日        |
| 第十二話 | 我該不會是在最後一集裡 突然出現在敗北女角旁的路人角色吧 | 須藤瑛仁            | 須藤瑛仁、 北村翔太郎 | 齋藤悠、晶貴孝二、鈴木理彩、 合田浩章、朱浩然、矢向宏志、 大久保洸太郎、針場裕子、石川智美 | 川上哲也   | 9月29日        |

### BD / DVD
| 卷數  | 發售日期       | 收錄話數      | 規格編號      | 規格編號      |
| 卷數  | 發售日期       | 收錄話數      | BD限定版      | DVD限定版     |
| 第1季 | 第1季          | 第1季         | 第1季         | 第1季         |
| ----- | -------------- | ------------- | ------------- | ------------- |
| 1     | 2024年9月25日  | 第1話—第2話   | ANZX-17221〜3 | ANZB-17221〜3 |
| 2     | 2024年10月30日 | 第3話—第4話   | ANZX-17224/5  | ANZB-17224/5  |
| 3     | 2024年11月27日 | 第5話—第6話   | ANZX-17226/7  | ANZB-17226/7  |
| 4     | 2024年12月25日 | 第7話—第8話   | ANZX-17228/9  | ANZB-17228/9  |
| 5     | 2025年1月29日  | 第9話—第10話  | ANZX-17230/1  | ANZB-17230/1  |
| 6     | 2025年2月26日  | 第11話—第12話 | ANZX-17232/3  | ANZB-17232/3  |

## 外部連結
- 漫畫官方網站（日語）
- 電視動畫官方網站（日語）
- 敗北女角太多了！的X（前Twitter）
- 電視動畫官方的X（前Twitter）